# Municipio de Blanchard (condado de Hardin)
El municipio de Blanchard (en inglés: Blanchard Township) es un municipio ubicado en el condado de Hardin en el estado estadounidense de Ohio. En el año 2010 tenía una población de 1533 habitantes y una densidad poblacional de 24,59 personas por km².

## Geografía
El municipio de Blanchard se encuentra ubicado en las coordenadas 40°46′44″N 83°36′42″O / 40.77889, -83.61167. Según la Oficina del Censo de los Estados Unidos, el municipio tiene una superficie total de 62.34 km², de la cual 62,19 km² corresponden a tierra firme y (0,25 %) 0,16 km² es agua.

## Demografía
Según el censo de 2010, había 1533 personas residiendo en el municipio de Blanchard. La densidad de población era de 24,59 hab./km². De los 1533 habitantes, el municipio de Blanchard estaba compuesto por el 97,91 % blancos, el 0,33 % eran afroamericanos, el 0,26 % eran amerindios, el 0,33 % eran asiáticos, el 0,2 % eran de otras razas y el 0,98 % eran de una mezcla de razas. Del total de la población el 0,85 % eran hispanos o latinos de cualquier raza.